# Островець (Любуське воєводство)
Островець (пол. Ostrowiec) — село в Польщі, у гміні Добеґнев Стшелецько-Дрезденецького повіту Любуського воєводства.
Населення — 99 осіб (2011).
У 1975-1998 роках село належало до Гожовського воєводства.

## Демографія
Демографічна структура станом на 31 березня 2011 року:
|          | Загалом | Допрацездатний вік | Працездатний вік | Постпрацездатний вік |
| -------- | ------- | ------------------ | ---------------- | -------------------- |
| Чоловіки | 48      | 9                  | 38               | 1                    |
| Жінки    | 51      | 11                 | 32               | 8                    |
| Разом    | 99      | 20                 | 70               | 9                    |